# Deja Young
Pour les articles homonymes, voir Young.
Deja Young (née le 10 juin 1996) est une athlète handisport américaine, originaire de Dallas (Texas). Elle est spécialiste du sprint dans la catégorie T46.

## Biographie
Deja Young est la plus jeune fille de Don et Delora Young. Elle est née avec un plexus brachial ou dystocie de l'épaule qui cause des lésions nerveuses et une mobilité limitée de son épaule droite. Son handicap est dû à un médecin paniqué lors de l'accouchement qui tira trop fort sur sa tête et disloqua son épaule droite. Elle dut subir trois opérations pour réduire la dislocation.

## Carrière sportive
Young est une vedette en volley-ball et en softball au lycée mais à cause de son handicap, ses performances sont entravées et elle décide de se tourner vers l'athlétisme. En terminale, elle découvre le sprint. Young participe à deux Championnats de la Vallée du Missouri  en 60 m et en 100 m. Elle fait aussi partie du relais 4 × 100 m de l'équipe de l'Université d'État de Wichita en tant que junior.
Deja Young participe à sa première compétitions d'athlétisme internationale en 2015 aux Championnats du monde à Doha (Qatar). Elle remporte sa première médaille d'or au 100 m en battant de cinq dixièmes de secondes la Chinoise Wang Yanping. Lors de la finale du 200 m, elle rafle l'argent, une demi-seconde derrière la Cubaine Yunidis Castillo.
Aux Jeux paralympiques d'été de 2016, elle gagne le 100 m T46/46 devant la Polonaise Alicja Fiodorow et la Brésilienne Teresinha de Jesus Correia dos Santos (pt), puis le 200 m T46/47, là aussi devant la Polonaise Alicja Fiodorow et la Chinoise Lu Li.